# 荷蘭維基媒體協會
荷蘭維基媒體協會（Wikimedia Nederland）是荷蘭的維基媒體使用者自行組織地區性的組織，成立於2006年3月27日。截至2007年12月，該會擁有約30名會員。

## 外部連結
- 荷蘭維基媒體協會 （页面存档备份，存于）